# 蒙古圣玛利亚教堂
蒙古圣玛利亚教堂（希腊语: Θεοτόκος Παναγιώτισσα，Theotókos Panaghiótissa，意为圣母）或 Παναγία Μουχλιώτισσα，Panaghía Muchliótissa）；土耳其语：Kanlı Kilise（意为：流血教堂），是伊斯坦布尔的一座东正教教堂。这是君士坦丁堡唯一未曾改为清真寺，始终保持开放的拜占庭希腊正教会教堂
该堂通常不向公众开放，位于法提赫区的芬内尔街区Tevkii Cafer Mektebi Sokak的一面高墙后面，俯瞰金角湾的坡顶，靠近雄伟的芬内尔希腊东正教学院。虽然它一直在希腊人手中，但是甚至比改为清真寺的那些教堂改变更多。

## 历史

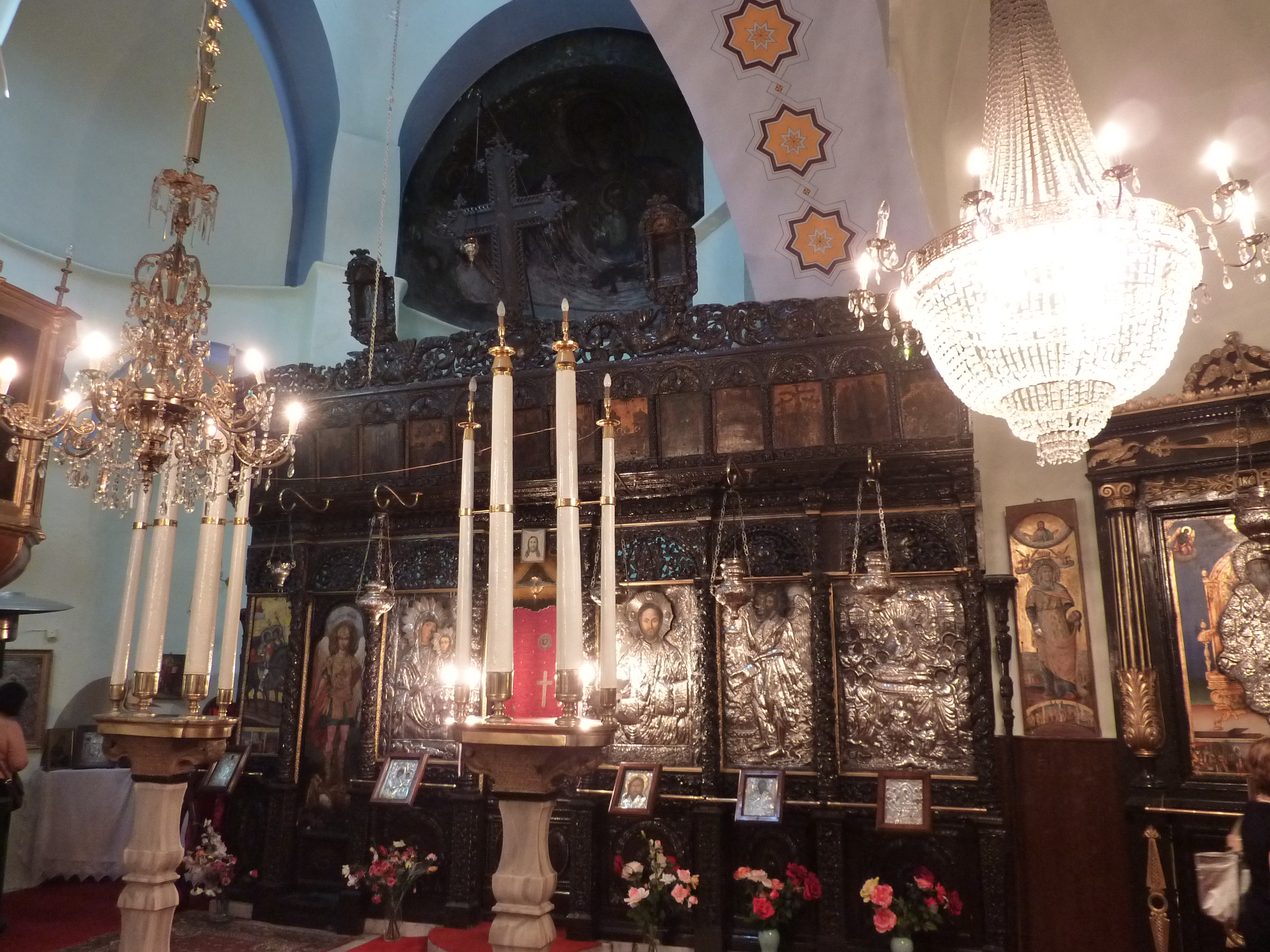
内部

公元7世纪初，公主 Sopatra（拜占庭皇帝莫里斯之女）在君士坦丁堡第五山的山坡建起了修女院。该建筑供奉圣Eustolia. 在11世纪，增建了诸圣修道院，与阿索斯山的大劳拉修道院有着密切的关系。在第四次十字军后的拉丁帝国期间，该修道院消失。
1261年，拜占庭夺回该市后，米海尔八世的舅舅以撒·杜卡斯重建了简朴的只有一层楼的修道院，供奉圣母1266年，该建筑扩建，由画家Modestos装饰[巴列奥略王朝]。

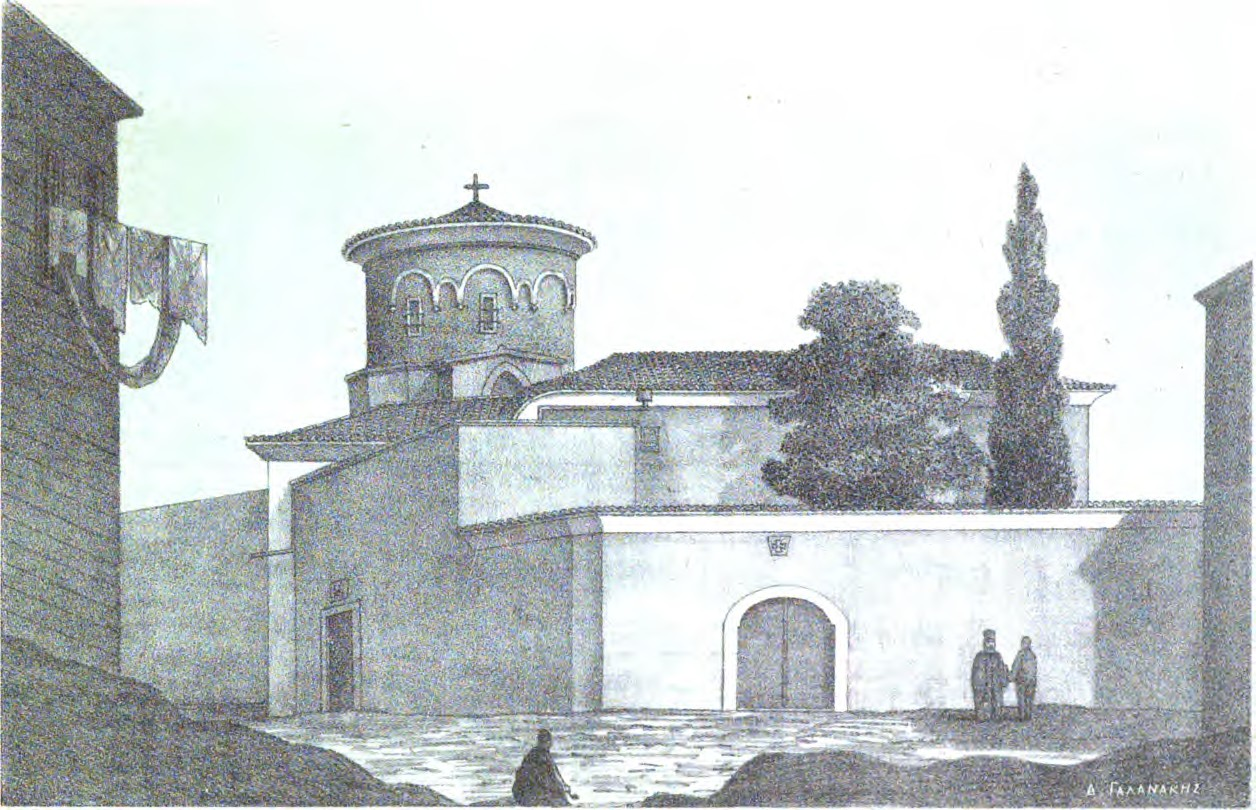
在1877年教堂

1281年，皇帝米海尔八世的私生女、蒙古伊尔汗阿八哈的遗孀玛丽亚·帕列奥洛吉娜在阔别15年后回到君士坦丁堡。据说她重建了修女院和教堂，在此隐居直到去世。此后修院和教堂就得到“蒙古人”称号（Mouchliōtissa）。修道院一直存在到帝国结束。
1453年5月29日，君士坦丁堡的陷落当天，建筑物的周围发生希腊人对入侵的奥斯曼帝国最后拼死抵抗。因此，该堂的土耳其语名称为流血教堂（Kanlı Kilise），从金角湾通往该堂的道路仍然称为旗手坡（土耳其语：Sancaktar yokuşu），以纪念在此战死的奥斯曼旗手。

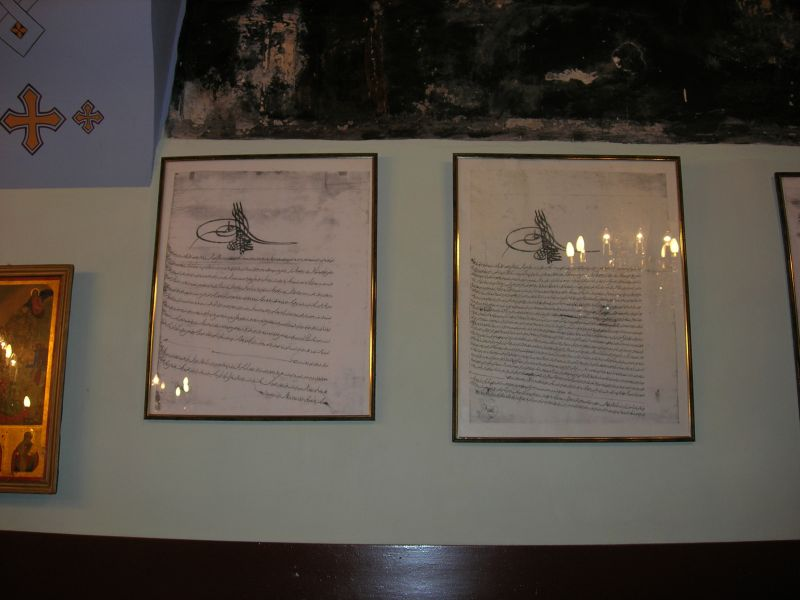
穆罕默德二世和巴耶济德二世的授权法令

苏丹穆罕默德二世将该堂赠给法提赫清真寺的希腊建筑师阿提克·錫南的母亲。巴耶济德二世又进行确认，以表彰他的侄子建造巴耶济德二世清真寺的功劳。
该堂曾数次因芬内尔区的火灾损毁（1633, 1640、1729），随后修复和扩建，失去其原有的优雅气质。在十九世纪末，附近建立了一座小学校，1892年增建小钟楼。 1955年，该堂在反希腊的伊斯坦布尔大屠杀中受损，此后修复。

## 书目
- Van Millingen, Alexander. . London: MacMillan & Co. 1912.

- Mamboury, Ernest. . Istanbul: Çituri Biraderler Basımevi. 1953.

- Janin, Raymond. . Paris: Institut Français d'Etudes Byzantines. 1953 （法语）.

- Müller-Wiener, Wolfgang. . Tübingen: Wasmuth. 1977. ISBN 978-3-8030-1022-3 （德语）.

- Ryder, Edmund C., , Journal of Modern Hellenism, 2010, Winter (27): 71–102